# NGC 5281
NGC 5281 è un ammasso aperto visibile nella costellazione del Centauro.

## Osservazione

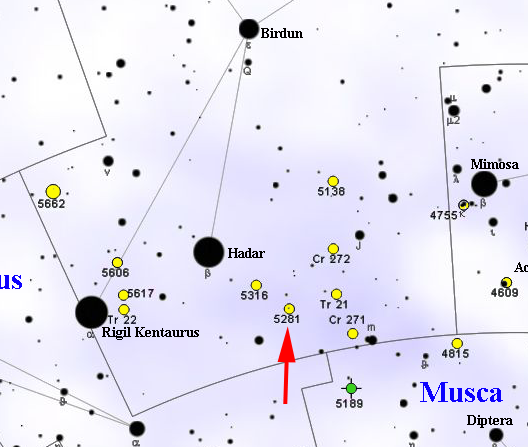
Mappa per individuare NGC 5281.

Si trova 3 gradi a sud-ovest di Hadar, la brillante β Centauri, in piena Via Lattea e immerso nei suoi ricchissimi campi stellari. È un ammasso molto piccolo ma brillante, e un binocolo 10x50 può individuarlo senza difficoltà, anche se spesso sembra presentarsi come una singola stella sfocata o al più un piccolissimo gruppo di stelline; un telescopio da 150mm di apertura riesce in parte a risolverlo, ma la concentrazione di stelle è così elevato che occorrono strumenti maggiori per scinderlo del tutto. A sud-ovest appare dominato da una stella rossa di ottava magnitudine.
Quest'ammasso si trova ad una declinazione fortemente australe, pertanto non è osservabile da molte delle regioni abitate dell'emisfero boreale, come l'Europa e quasi tutto il Nordamerica; da diverse regioni abitate dell'emisfero australe, al contrario, si presenza circumpolare. Il periodo migliore per la sua osservazione nel cielo serale è quello compreso fra febbraio e luglio.

## Storia delle osservazioni
NGC 5281 venne individuato per la prima volta da Nicolas Louis de Lacaille nel 1751, nelle sessioni osservative durante la sua permanenza a Città del Capo in Sudafrica; l'astronomo John Herschel lo riosservò in seguito e lo inserì nel suo General Catalogue of Nebulae and Clusters col numero 3640.

## Caratteristiche
NGC 5281 è un ammasso di piccole dimensioni e molto concentrato, anche se non particolarmente ricco; la sua distanza è stimata attorno ai 1108 parsec (circa 3610 anni luce) ed è quindi situato sul bordo esterno del Braccio del Sagittario, in primo piano rispetto alla grande associazione OB Centaurus OB1, dominata dalla nube RCW 75 e la cui distanza è stimata sui 2000 parsec.
Si tratta di un oggetto molto giovane, avendo un'età di circa 14 milioni di anni appena, anche se esistono stime che riportano un'età fino a 40 milioni di anni. Contiene diverse stelle calde e massicce di classe spettrale B e A e alcune stelle dalle caratteristiche esotiche, fra le quali spicca la stella Be HD 119682; ad essa è associata la forte sorgente di raggi X 1WGA J1346.5-6255, facente parte della categoria degli analoghi γ Cassiopeiae. Si ritiene che si tratti di una blue straggler, data la sua grande massa e la sua posizione insolita nel diagramma colore-magnitudine rispetto alle altre stelle dell'ammasso di pari massa, già evolute in giganti rosse.